# Perth (Ontario)
Perth è un comune del Canada, situato nella provincia dell'Ontario, nella contea di Lanark.